# Geórgios Dikónymos
Geórgios Dikónymos, en grec moderne : Γεώργιος Δικώνυμος (1887-1939), 
connu sous le surnom de Capitaine Makrís Μακρής (orthographe correcte Makrýs - Μακρύς) est un combattant crétois de la lutte macédonienne.

## Biographie
Geórgios Dikónymos est né en 1887, à Kallikrátis, La Canée, en Crète, Grèce.
En 1903, il est recruté par Pavlos Melas et Geórgios Tsóntos Várdas (el) dans le premier corps de guérilla de la Nouvelle Grèce libre formé pour encourager et stimuler les Macédoniens à la résistance armée contre la propagande bulgare et l'action des comités bulgares. Cette unité, composée d'un total de 10 hommes, traverse la frontière gréco-turque et entre en Macédoine occidentale, le 13 juin. Outre Dikónymos, ses membres sont les Crétois Efthýmios Kaoúdis (el), Geórgios Stratinákis (el), Lambrinós Vranás (el), Geórgios Pérros, Geórgios Seïménis, Geórgios Zourídis, Efstrátios Bonátos, Manoúsos Kantounátos et Nikólaos Doukákis. En Macédoine, ils sont accueillis par le métropolite de Kastoria Germanós Karavangélis (el), qui a longtemps demandé à la Grèce d'envoyer des troupes armées dans la région, afin que la Macédoine ne tombe pas entre les mains des Bulgares. Après un mois, l'unité retourne à Athènes, laissant derrière lui Geórgios Seïmenis, qui a perdu la vie dans un affrontement avec les Bulgares.
Dikónymos revient en Macédoine d'abord en tant que chef adjoint de G. Tsóntos, puis en tant que chef d'une unité d'environ 120 hommes. Il participe à de nombreuses batailles, poursuivant son action jusqu'en 1908. Plus tard, il combat dans les guerres balkaniques. Il meurt en 1939 à Athènes.